# スアヴィヤルヴィ・クレーター
スアヴィヤルヴィ・クレーター(英語:Suavjarvi Crater、ロシア語:Суавъярви)はロシアのカレリア共和国にある直径約16 kmの衝突クレーター。メドヴェジエゴルスクの町の約50 km北にあり、中央におよそ3 km幅のスアヴィヤルヴィ湖がある。形成年代は約24億年前と推定されており、この見積もりが正しければ地球上で知られている最古の衝突クレーターである。
円形構造は空中写真で判別できるが、強く浸食され後の時代の変成も受けているため、もともとあったクレーター構造の多くが失われている。変成を受けたポリミクト角礫岩が一部だけ残っており、構成ブロックの鉱物に衝撃変形が見られるため、衝突構造の残存であると考えられている。スアヴィヤルヴィの角礫岩が、約23億年前と推定されているヤトゥリアン累層(Jatulian Formation)に覆われ、堆積前に強い浸食があったはずであることから、約24億年前という衝突年代が提唱されている。